# نيكو ليرش
نيكو ليرش (بالألمانية: Nico Liersch)‏ ممثل ألماني ولد في 17 يوليو 2000 في ميونيخ، ألمانيا بدأ مشواره الفني عام 2010 .
وشارك في صنع 3 افلام اشهرها فيلم The book thief

## روابط خارجية
- نيكو ليرش على موقع IMDb (الإنجليزية)
- نيكو ليرش على موقع قاعدة بيانات الأفلام العربية
- نيكو ليرش على موقع ألو سيني (الفرنسية)
- نيكو ليرش على موقع أول موفي (الإنجليزية)
- نيكو ليرش على موقع قاعدة بيانات الأفلام السويدية (السويدية)
- نيكو ليرش على موقع قاعدة بيانات الفيلم (الإنجليزية)
- نيكو ليرش على موقع كينوبويسك (الروسية)